# گرانولوپوئز

نمودار خون‌سازی انسانی که انواع پیش‌سازهای گرانولوسیت را نشان می‌دهد.

## گرانولوپوئز[۱]
(انگلیسی: Granulopoiesis) بخشی از خون سازی است که منجر به تولید گرانولوسیت‌ها میشود. گرانولوسیت، که به عنوان لکوسیت پلی‌مورفونوکلوئر (PMN) نیز شناخته می‌شود، نوعی از سلول‌های سفید خونی است که دارای هسته‌های چند لوبی است که معمولاً شامل 2 تا 5 لوب است و مقدار قابل‌توجهی از گرانول‌های سیتوپلاسمی درون سلول دارد. گرانولوپوئز در مغز استخوان انجام می‌شود و منجر به تولید سه نوع گرانولوسیت بالغ می‌شود: نوتروفیل‌ها (فراوان ترین، تا ۶۰ درصد از کل گلبول‌های سفید خون)، ائوزینوفیل‌ها (تا ۴ درصد) و بازوفیل‌ها (تا ۱ درصد).

منابع
1. ↑  «Granulopoiesis - an overview | ScienceDirect Topics». www.sciencedirect.com. دریافت‌شده در ۲۰۲۳-۱۲-۱۱.
2. ↑  Cowland JB, Borregaard N (September 2016). "Granulopoiesis and granules of human neutrophils". Immunological Reviews. 273 (1): 11–28. doi:10.1111/imr.12440. PMID 27558325. S2CID 28294497.
3. ↑  Morrison SJ, Scadden DT (January 2014). "The bone marrow niche for haematopoietic stem cells". Nature. 505 (7483): 327–34. Bibcode:2014Natur.505..327M. doi:10.1038/nature12984. PMC 4514480. PMID 24429631.

- مشارکت‌کنندگان ویکی‌پدیا. «Granulopoiesis». در دانشنامهٔ ویکی‌پدیای انگلیسی، بازبینی‌شده در ۱۴ آوریل ۲۰۲۲.